# Condado de Cleveland (Carolina do Norte)
O Condado de Cleveland é um dos 100 condados do estado americano da Carolina do Norte. A sede do condado e sua maior cidade  é Shelby. O condado possui uma área de 1 214 km² (dos quais 10 km² estão cobertos por água), uma população de 96,287 habitantes, e uma densidade populacional de 80 hab/km² (segundo o censo nacional de 2000). O condado foi fundado em 1841.